# Sauves
Pour l’article ayant un titre homophone, voir Sauve (homonymie).
 (novembre 2015).
La Sauves ou le Prépson ou le Prepson est une rivière française des départements Deux-Sèvres et Vienne, dans la région Nouvelle-Aquitaine, et un affluent droit de la Dive, c'est-à-dire un sous-affluent de la Loire par le Thouet.

## Géographie
De 23,1 kilomètres de longueur, la Sauves prend sa source sur la commune de Amberre à 95 mètres d'altitude, près du lieu-dit le Champ Téteau.
Elle coule globalement du sud-est vers le nord-ouest.
La Sauves conflue en rive droite de la Dive sur la commune de Moncontour, à 61 mètres d'altitude.
Les cours d'eau voisins sont la Briande au nord, au nord-est est à l'est, la Palu au sud-est, l'Envigne au sud, la Dive au sud-oest, à l'ouest et au nord-ouest.

### Communes et cantons traversés
Dans les deux départements des Deux-Sèvres et de la Vienne, la Sauves traverse les six communes suivantes, dans le sens amont vers aval, de Amberre (source), Chouppes, Saint-Jean-de-Sauves, Marnes, Saint-Clair, Moncontour (confluence).
Soit en termes de cantons, la Sauves traverse trois cantons, prend source dans le canton de Migné-Auxances, traverse le canton du Val de Thouet, conflue dans le canton de Loudun, le tout dans les arrondissements de Châtellerault et de Parthenay.

### Bassin versant
La superficie du bassin versant La Dive du prepson à la Briande (L851) est de 658 km2. Le bassin versant est composé à 86,25 % de « territoires agricoles », à 11,59 % de « forêts et milieux semi-naturels », à 2,22 % de « territoires artificialisés ».

## Affluents
La Sauves a six tronçons affluents référencés :
- la Chenal (rd), 6,7 km de rang de Strahler trois.

Le rang de Strahler est donc de quatre.